# バスケットボールインド代表
バスケットボールインド代表(India national basketball team)は、インドバスケットボール連盟によって国際大会に派遣されるバスケットボールのナショナルチームである。

## 歴史
FIBAアジアの1936年の創設メンバーであるインドはアジアの中でも長いバスケットボールの歴史がある。アジア選手権には1965年大会で初出場。1975年大会で歴代最高の4位となった。
1980年のモスクワオリンピックは、1979年アジア選手権優勝の中国はソ連と政治的に対立しており出場せず、また日本や韓国、フィリピンなど西側諸国もソ連と対立していたアメリカに追随してボイコットしたため、アジア選手権5位だったインドが繰り上がりで出場した。この大会では予選リーグと順位決定リーグで勝利を得ることができず12か国中最下位だった。結果は芳しくなかったが、順位決定戦のオーストラリア戦はハーフタイムまで41-37でリードする健闘を見せた。
2004年FIBAアジアスタンコビッチカップでは予選リーグで韓国を破った。
2014年のルソファニアゲーム（ポルトガル語圏競技大会）でギニアビサウ、カーボベルデ、アンゴラを破って優勝した。これはインドにとって初の非アジア圏チームを含む大会での優勝。
南アジア競技大会のバスケットボール競技、南アジアバスケットボール選手権では参加国中最多の優勝を達成している。

## 主な国際大会成績
- 夏季オリンピック
  - 1980年 ― 12位
- 世界選手権
  - 出場なし
- アジア選手権
  - 4位：1975年
- アジア大会
  - 4位：1951年